# Saw 4
Saw 4 je americko-kanadský hororový film z roku 2007, který natočil režisér předchozích dvou dílů Darren Lynn Bousman.

## Děj
Geniální Jigsaw, známý díky krutým činům prováděných na jeho obětech, je mrtvý a s ním i jeho komplic Amanda Youngová. I přesto ale Jigsaw připravil poslední hru, ve které se ocitne velitel zásahové jednotky Daniel Rigg. Ten skoro celý svůj život stojí na straně zákona a Jigsaw jej chce prozkoušet, zda dokáže i těm nejhorším (nyní Jigsawem zajatým) kriminálníkům odpustit jejich činy. Pokud těžkými krvavými zkouškami projde, může zachránit svého přítele Erica Matthewse. Mezitím se tým FBI snaží s detektivem Markem Hoffmanem hádanku rozluštit.